# Шкуратов, Юрий Григорьевич
Ю́рий Григо́рьевич Шкура́тов (укр. Юрій Григорович Шкуратов; р. 23 сентября 1952, Станислав) — советский и украинский астроном, планетолог, член-корреспондент НАНУ (2012).

## Биография
В 1975 году окончил физический факультет Харьковского государственного университета им. А. М. Горького по специальности «Физика».
С 1975 года работает в Харьковском университете: младший, старший (с 1978) научный сотрудник, заведующий отделом (1993—2002) астрономической обсерватории. С 2002 года — профессор кафедры астрономии физического факультета, в 2004—2014 — директор Института астрономии университета; одновременно с 2012 — заведующий кафедрой астрономии и космической информатики.

## Научная деятельность
В 1980 году защитил кандидатскую, в 1993 — докторскую диссертацию. В 2012 году избран членом-корреспондентом НАН Украины.
Представитель харьковской научной планетной школы академика АН УССР Н. П. Барабашова. Основные направления исследований:
- физика безатмосферных тел Солнечной системы,
- фотометрия и поляриметрия Луны.

Достижения:
- впервые получил изображения поляризационных аномалий Луны при больших фазовых углах, которые связаны с аномалиями среднего размера частиц лунного реголита[1];
- впервые построил изображения фазовых отношений лунной поверхности, которые характеризуют её структуру; руководил составлением карт параметров отрицательной поляризации света лунной поверхности, а также карт прогноза химического и минерального состава лунной поверхности по данным наземной съемки, а также данным КА Clementine (камера UVVIS) и LRO (камера WAC)[1];
- участвовал в проектах по наблюдению, анализу и обработке поляриметрических и фотометрических данных, полученных с помощью космического телескопа «Хаббл» для Марса во время благоприятной оппозиции в 2003 году и кометы ISON[1];
- разрабатывал (совместно с Д. Петровым и Г. Вайдином) модификацию метода T-матрицы (Sh-подход) — этот подход позволяет проводить быстрые расчёты рассеивающих свойств частиц различной формы, которые могут рассматриваться в качестве моделей атмосферных и техногенных аэрозолей.

Член Международного астрономического союза (с 1999). Член редколлегии журналов «Кинематика и физика небесных тел», «Journal of Quantitative Spectroscopy and Radiative Transfer», «Космическая наука и технология». Член Специализированного научного совета физического факультета по защитам кандидатских и докторских диссертаций ХНУ им. В. Н. Каразина.
Являлся участником и соруководителем ряда международных научных проектов с Хельсинкской обсерваторией (Академия наук Финляндии), трех проектов CRDF, INTAS, проектов Европейского космического агентства, NASA США, программ Исследовательской лаборатории армии США.
Подготовил 4 доктора и 11 кандидатов наук. Автор более 600 научных публикаций.

### Избранные труды
- 200 лет астрономии в Харьковском университете / под ред. Ю. Г. Шкуратова. — Харьков : ХНУ, 2008. — 552 с. — 500 экз. — ISBN 978-966-623-473-8
- Шкуратов Ю. Г. Луна далекая и близкая. — Харьков : Харьковский нац. ун-т, 2006. — 183 с. — 300 экз. — ISBN 966-623-370-3
- Шкуратов Ю. Г. Некоторые оптические характеристики Луны: наблюдения и интерпретация : Автореф. дис. … канд. физ.-мат. наук : (01.03.02). — М., 1980. — 15 с.
- Шкуратов Ю. Г. Обратное рассеяние неполяризованного света случайно-неоднородными поверхностями : дис. … д-ра физ.-мат.наук: 01.04.05; 01.03.03 / Харьковский ун-т. — Харьков, 1993. — 476 с.
  - Зворотне розсіювання неполяризованого світла випадково-неоднорідними поверхнями : автореф. дис. … д-ра фіз.-мат. нак: 01.04.05; 01.03.03. — Х., 1993. — 19 с.
- Шкуратов Ю. Г. Хождение в науку. — Харьков : Харьковский нац. ун-т, 2013. — 275 с. — 500 экз. — ISBN 978-966-623-960-3
- Шкуратов Ю. Г., Опанасенко Н. В., Мелкумова Л. Я. Интерференционное усиление обратного рассеяния и отрицательная поляризация света, отраженного поверхностями со сложной структурой. — Харьков : ИРЭ, 1989. — 26 с. — (Препринт / АН УССР. Ин-т радиофизики и электрон. ; № 361). — 200 экз.
- Шкуратов Ю. Г., Опанасенко Н. В., Мелкумова Л. Я. Модель отрицательной поляризации света, рассеянного непрозрачными шероховатыми поверхностями. — Харьков : ИРЭ, 1988. — 17 с. — (Препринт / АН УССР, Ин-т радиофизики и электрон. ; № 366). — 200 экз.

## Награды и признание
- Государственная премия Украинской ССР в области науки и техники (1986).
- В 2008 году решением Международного астрономического союза астероиду № 12234 присвоено имя Shkuratov[2].
- Орден «За заслуги» ІІІ степени (2020)[3]